# سن-ژولین-آن-ژنووا
سن-ژولین-آن-ژنووا (انگلیسی: Saint-Julien-en-Genevois) یک منطقه فرعی در اوت-ساووآ، اوورنی-رون-آلپ، شرق فرانسه است.